# Hartlepool
Hartlepool eller Borough of Hartlepool er en by i det nordøstlige England, med et indbyggertal (pr. 2006) på cirka 90.000. Siden 1974 har Hartlepool Borough Council administreret kommunen. 
Byen ligger ved kysten til Nordsøen, i grevskabet County Durham i regionen North East England. 
Hartlepool er fødeby for blandt andet Iron Maiden-musikeren Janick Gers.
Peter Beardsley  var tilknyttet Hartlepool United F.C. i 1998 - 1999.
54°41′N 1°12′V / 54.683°N 1.200°V
- Wikimedia Commons har flere filer relateret til Hartlepool